# Karl Geldner (Politiker)
Karl Geldner (* 6. Juli 1927 in Schillingsfürst; † 7. Januar 2017) war ein deutscher Politiker (FDP).

## Leben und Beruf
Nach dem Besuch der Volks- und Berufsfachschule leistete Geldner 1944/45 Reichsarbeitsdienst. Er absolvierte eine Ausbildung im Bäckereihandwerk, schloss diese 1946 mit der Gehilfenprüfung ab und besuchte danach die Bäckerfachschule in Weinheim, an der er 1949 die Meisterprüfung bestand. 1952 übernahm er die Leitung eines Bäckereibetriebs in Schillingsfürst.

## Partei
Geldner schloss sich im Oktober 1946 der FDP Bayern an, wurde 1957 zum Ortsvorsitzenden der FDP Schillingsfürst gewählt und war außerdem stellvertretender Kreisvorsitzender der FDP Rothenburg ob der Tauber.

## Abgeordneter
Geldner war von 1956 bis 1964 Ratsmitglied der Gemeinde Schillingsfürst und wurde 1960 in den Kreistag des Kreises Rothenburg/Tauber gewählt. Dem Deutschen Bundestag gehörte er seit der Bundestagswahl 1965 bis 1969 sowie vom 26. Januar 1970, als er für den verstorbenen Abgeordneten Albrecht Haas nachrückte, bis 1976 an. Er war über die Landesliste der FDP Bayern ins Parlament eingezogen. Anfang November 1970 versuchten Franz Josef Strauß, Richard Stücklen und Hermann Höcherl Karl Geldner durch die Zusage eines sicheren Bundestagsmandates über 1977 hinaus zum Übertritt in die CSU zu bewegen. Weiterhin wurde ihm ein über 4 Jahre laufender Beratervertrag über 400.000 DM angeboten bei der Papiertütenfabrik von Anton Beyer, einem der leitenden Funktionäre der Nationalliberalen Aktion. In einem Schreiben an den Bundestagspräsidenten Kai-Uwe von Hassel machte Karl Geldner diesen Abwerbungsversuch öffentlich. Am 29. Oktober 1974 wurde Geldner wegen uneidlicher Falschaussage im Zusammenhang mit einem vorausgegangenen Beratervertrag für die Papiertütenfabrik Beyer angeklagt, und zu einer Geldstrafe von 15.000 DM verurteilt.